# Жесток романс
„Жесток романс“ (на руски: Жестокий романс) е съветски игрален филм (драма) от 1984 година на режисьора и по сценарий на Елдар Рязанов. Оператор е Вадим Алисов. Музиката е композирана от Андрей Петров. Филмът излиза на екран от 23 ноември 1984 г.

## Сюжет
Действието се развива в измислен провинциален град на брега на Волга през 1877-1878 г. Благородничката Харита Гнативна Огудалова, вдовица с три възрастни дъщери, обедняла след смъртта на съпруга си, прави всичко възможно, за да уреди живота на дъщерите си - да ги омъжи за доста богати и благородни ухажори. При липса на средства тя организира приеми, очаквайки компанията на красиви и музикални млади дами да привлече самотни мъже, достатъчно богати, за да се оженят по любов със зестра...

## Създатели
- Сценарий и режисура: Елдар Рязанов
- Оператор: Вадим Алисов
- Художник: Александър Борисов
- Композитор: Андрей Петров
- Режисьор: Леонид Черток
- Звукови инженери: Семьон Литвинов, Владимир Виноградов

## Актьорски състав
- Лариса Гузеева (озвучаване - Анна Каменкова, вокали - Валентина Пономарева) - Лариса Дмитриевна Огудалова, най-малката дъщеря на Харита Игнатиевна
- Алиса Фрейндлих като Харита Игнатиевна Огудалова, вдовица на потомствен благородник, майка на три дъщери
- Никита Михалков като Сергей Сергеевич Паратов, потомствен дворянин, собственик на корабна компания
- Андрей Мягков - Юлий Капитонович Карандишев, беден пощенски служител, годеникът на Лариса
- Виктор Проскурин като Василий Данилович Вожеватов, корабособственик, млад успешен бизнесмен, приятел на Лариса от детството
- Алексей Петренко - Мокий Парменович Кнуров, голям бизнесмен, мъж на средна възраст с огромно състояние
- Анна Фроловцева като Аннушка, прислужницата на Огудалови
- Георгий Бурков - Аркадий Счастливцев ("Робинзон"), безработен актьор
- Татяна Панкова в ролята на Ефросиня Потаповна, лелята на Карандишев
- Борислав Брондуков като Иван, прислужник в кафене
- Александър Пятков като Гаврило, собственик на кафене
- Юрий Саранцев - Михин, капитан на парахода "Лястовица"
- Олга Волкова - френска модистка
- Дмитрий Бузилев - Иля, циганин с китара
- Александър Панкратов-Черни - Иван Петрович Семьоновски, офицер, герой на кавказката кампания
- Сергей Арцибашев (посочен като Сергей Арцибашев) - Гуляев, банков касиер крадец